# Jillson Mills

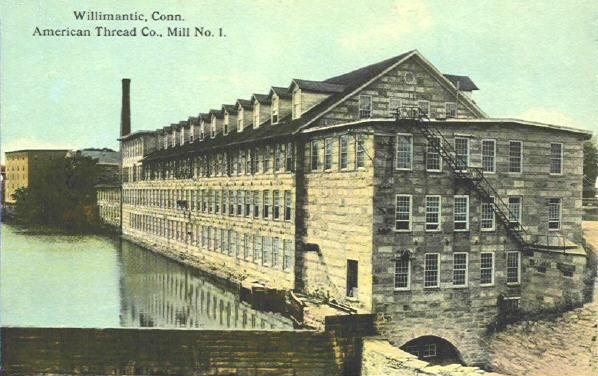
Le grand moulin (1912).

Les Jillson Mills (officiellement Willimantic Linen Company Mill Complex) sont une ancienne filature de Nouvelle Angleterre, exploitant l'énergie de roues à aubes à Willimantic (Connecticut). Elle produisait du fil de coton en bobine.

## Histoire
Cette filature, dont l'architecture originelle est encore préservée, a été construite en 1824 par deux associés, William Asa et Seth Jillson. En 1854, elle a été rachetée par des investisseurs de Hartford puis intégrée à la Willimantic Linen Company, bien qu'elle n'ait jamais produit de tissu. Cette compagnie reconstruisit le moulin pratiquement à l'identique en 1880. La dernière roue hydraulique du complexe date de 1910. L'usine est passé sous le contrôle d'American Thread Company en 1898 et n'a fermé qu'en 1985 , le groupe ayant transféré toute sa production dans les états du Sud.
Le moulin n°4 a disparu dans un incendie en 1995 par suite d'un acte de vandalisme, et par sécurité on a fermé l'accès au pont levant reliant les deux berges de l'usine. La cheminée a été abattue en 2012–2014.

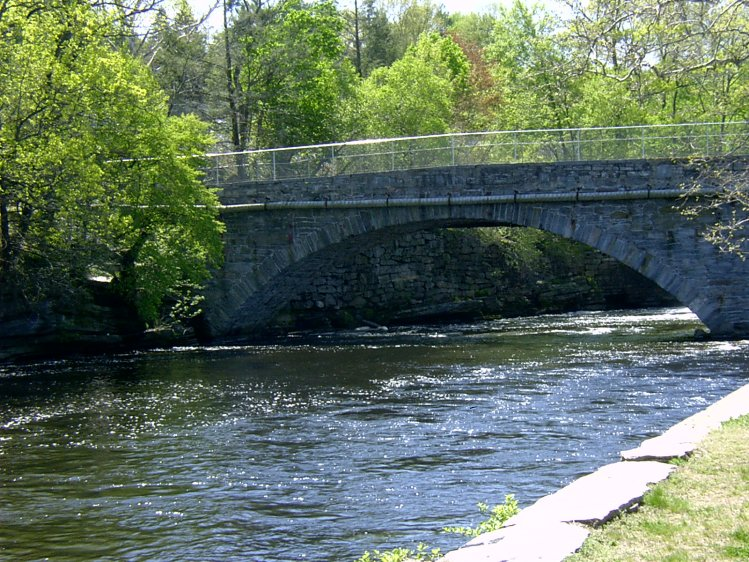
Garden-on-the-Bridge

Garden on the Bridge est un pont en arc maçonné édifié en 1857, qui permettait le passage des véhicules jusqu'à l'inauguration de Frog Bridge en 2000. Après une fermeture temporaire en 2006, il n'est plus désormais ouvert qu'aux piétons, et son passage supérieur est végétalisé,.

### Site inscrit
L'usine a été inscrite au Registre national des lieux historiques le 30 juillet 2014, en même temps que d'autres manufactures de l'état.

## Voir également
- (en) Cet article est partiellement ou en totalité issu de l’article de Wikipédia en anglais intitulé « Jillson Mills » (voir la liste des auteurs).

- Ressource relative à l'architecture :   - Registre national des lieux historiques
- www.millmuseum.org/history/
- www.past-inc.org
- http://focus.nps.gov